# 奧科皮 (若夫克瓦區)
50°8′32″N 23°45′25″E / 50.14222°N 23.75694°E
奧科皮（烏克蘭語：Окопи），是烏克蘭西部的村莊，隸屬利維夫州的利維夫區。該村始建於1989年，面積0.85平方公里，海拔高度240米，2001年人口206人，人口密度每平方公里242.35人。